# Pteris adscensionis
Pteris adscensionis es una especie botánica de helecho del género Pteris perteneciente a la subfamilia Pteridoideae en la familia Pteridaceae. Es un endemismo de la Isla Ascensión, en la que se cree que quedan poco más de 500 individuos en la vida silvestre.  Su hábitat natural ha sido severamente reducido, debido al gran número de especies introducidas en la isla desde el siglo XVIII.

## Taxonomía
Pteris adscensionis fue descrito por Olof Swartz y publicado en Schrad. Journ. 1800 [2]. 67. 1801.